# Passiflora seemannii
Passiflora seemannii là một loài thực vật có hoa trong họ Lạc tiên. Loài này được Griseb. mô tả khoa học đầu tiên năm 1858.